# 土味
土味或土味文化是在中国网络上流行的一种美学与亚文化，最早以抖音或快手上的视频为主要载体和表达形式，发源于中国的乡村。具体的迷因例子包括喊麦、社会摇等等。是中国网络文化的一部分。与同样发源于中国乡村的杀马特亚文化有相似之处。

## 起源
作为网络流行语的“土味”来自2016年。有人中国网络论坛如百度贴吧、新浪微博上整理社会上没有格调、低俗的内容，调侃地命名为“中华土味系列”、“土味挖掘机“等等。
随着快手与抖音等视频平台的流行，在技术上让中国的乡村人口也能很容易的创造视频内容。很多视频内容一开始具有故意展现低俗以迎合群众与算法的特征。

## 流行
2022年，中国媒体以“讲好中国乡村故事”的角度报道了土味视频的流行。